# Rumours (album)
A Rumours a Fleetwood Mac 11. stúdióalbuma. Mind Amerikában, mind az Egyesült Királyságban az albumlisták élére került. A Grammy-díjas Rumours a Fleetwood Mac legsikeresebb albuma, több mint 40 millió példányt értékesítettek világszerte. Szerepel az 1001 lemez, amit hallanod kell, mielőtt meghalsz című könyvben.

## Az album dalai

### Eredeti kiadás
| 1. | Second Hand News       | Lindsey Buckingham | 2:43 |
| 2. | Dreams                 | Stevie Nicks       | 4:14 |
| 3. | Never Going Back Again | Buckingham         | 2:14 |
| 4. | Don't Stop             | Christine McVie    | 3:11 |
| 5. | Go Your Own Way        | Buckingham         | 3:38 |
| 6. | Songbird               | C. McVie           | 3:20 |

| 1. | The Chain            | Nicks, Buckingham, C. McVie, John McVie, Mick Fleetwood | 4:28 |
| 2. | You Make Loving Fun  | C. McVie                                                | 3:31 |
| 3. | I Don't Want to Know | Nicks                                                   | 3:11 |
| 4. | Oh Daddy             | C. McVie                                                | 3:54 |
| 5. | Gold Dust Woman      | Nicks                                                   | 4:51 |

### 2004-es kiadás
|     | Cím                    | Szerző(k)                                               | Hossz |
| --- | ---------------------- | ------------------------------------------------------- | ----- |
| 1.  | Second Hand News       | Buckingham                                              | 2:43  |
| 2.  | Dreams                 | Nicks                                                   | 4:14  |
| 3.  | Never Going Back Again | Buckingham                                              | 2:02  |
| 4.  | Don't Stop             | C. McVie                                                | 3:11  |
| 5.  | Go Your Own Way        | Buckingham                                              | 3:38  |
| 6.  | Songbird               | C. McVie                                                | 3:20  |
| 7.  | Silver Springs         | Nicks                                                   | 4:33  |
| 8.  | The Chain              | Nicks, Buckingham, C. McVie, John McVie, Mick Fleetwood | 4:28  |
| 9.  | You Make Loving Fun    | C. McVie                                                | 3:31  |
| 10. | I Don't Want to Know   | Nicks                                                   | 3:11  |
| 11. | Oh Daddy               | C. McVie                                                | 3:54  |
| 12. | Gold Dust Woman        | Nicks                                                   | 4:51  |

#### Bónuszlemez
|     | Cím                                               | Szerző(k)                                 | Hossz |
| --- | ------------------------------------------------- | ----------------------------------------- | ----- |
| 1.  | Second Hand News                                  | Buckingham                                | 2:47  |
| 2.  | Dreams                                            | Nicks                                     | 4:21  |
| 3.  | Brushes (Never Going Back Again) (instrumentális) | Buckingham                                | 2:50  |
| 4.  | Don't Stop                                        | C. McVie                                  | 3:33  |
| 5.  | Go Your Own Way                                   | Buckingham                                | 3:06  |
| 6.  | Songbird                                          | C. McVie                                  | 3:11  |
| 7.  | Silver Springs                                    | Nicks                                     | 6:07  |
| 8.  | You Make Loving Fun                               | C. McVie                                  | 4:56  |
| 9.  | Gold Dust Woman #1                                | Nicks                                     | 5:02  |
| 10. | Oh Daddy                                          | C. McVie                                  | 3:58  |
| 11. | Think About It                                    | Nicks                                     | 2:55  |
| 12. | Never Going Back Again                            | Buckingham                                | 1:56  |
| 13. | Planets of the Universe                           | Nicks                                     | 3:18  |
| 14. | Butter Cookie (Keep Me There)                     | C. McVie                                  | 2:11  |
| 15. | Gold Dust Woman                                   | Nicks                                     | 5:01  |
| 16. | Doesn't Anything Last                             | Buckingham                                | 1:10  |
| 17. | Mic the Screecher (Jam)                           | Fleetwood                                 | 0:59  |
| 18. | For Duster (The Blues) (Jam)                      | Buckingham, Fleetwood, C. McVie, J. McVie | 4:26  |

## Helyezések

### Album
| Lista (1977–1978)         | Helyezés |
| ------------------------- | -------- |
| Ausztrál albumlista       | 1        |
| Osztrák albumlista        | 25       |
| Kanadai albumlista        | 1        |
| Holland albumlista        | 1        |
| Új-zélandi albumlista     | 1        |
| Norvég albumlista         | 17       |
| Dél-afrikai albumlista    | 1        |
| Svéd albumlista           | 19       |
| Brit albumlista           | 1        |
| Billboard Top LPs & Tapes | 1        |

### Kislemezek
| Kislemez            | Helyezés | Helyezés   |
| Kislemez            | UK       | US Hot 100 |
| ------------------- | -------- | ---------- |
| Go Your Own Way     | 38       | 7          |
| Don't Stop          | 32       | 3          |
| Dreams              | 24       | 1          |
| You Make Loving Fun | 45       | 9          |

## Közreműködők
- Stevie Nicks – ének
- Lindsey Buckingham – gitár, vokál
- John McVie – basszusgitár
- Christine McVie – billentyű, vokál
- Mick Fleetwood – dob, ütősök

### Produkció
- Fleetwood Mac, Ken Caillat, Richard Dashut – producer
- Ken Caillat, Richard Dashut – hangmérnök
- Ken Caillat, Ken Perry, Charlie Watts – mastering
- Fleetwood Mac – koncepció
- Desmond Strobel – design
- Larry Vigon – kézírás

## Fordítás
- Ez a szócikk részben vagy egészben a Rumours című angol Wikipédia-szócikk ezen változatának fordításán alapul.  Az eredeti cikk szerkesztőit annak laptörténete sorolja fel. Ez a jelzés csupán a megfogalmazás eredetét és a szerzői jogokat jelzi, nem szolgál a cikkben szereplő információk forrásmegjelöléseként.